# Geyria pallida
Geyria pallida är en insektsart som beskrevs av Hölzel 1983. Geyria pallida ingår i släktet Geyria och familjen myrlejonsländor. Inga underarter finns listade i Catalogue of Life.